# TV Zimbo

Ehemaliges Logo

TV Zimbo ist ein privater Fernsehsender und der erste kommerzielle Kanal in Angola. Der Sender gehört zur Media Nova, einer privaten Mediengruppe, die mit Unterstützung des portugiesischen TV-Senders TVI ein Vollprogramm seit 2008 ausstrahlt, reicht also von Nachrichtensendungen über Sportberichte bis zu Spielfilmen und Serien. Motto des Kanals ist Ein angolanischer Kanal, von Angolanern für Angolaner gemacht.
Der Name „Zimbo“ stammt von einem Schalentier oder Muschelart, nicht größer als eine Kaffeebohne, die an den Stränden des Südatlantiks vorkommt und im 16. Jahrhundert, aufgrund ihrer Seltenheit und Perfektion, von der lokalen Bevölkerung als Zahlungsmittel verwendet wurde.
Der Hauptsitz und die Aufnahmestudios befinden sich in dem neu erbauten Stadtteil Luanda Sul, im Süden der Hauptstadt. Generaldirektor ist José Silva Pedro.
Der Sender kann in Europa per Webstream und über den Satelliten Eutelsat 10A empfangen werden.